# Speči hermafrodit
Speči hermafrodit je antični marmorni kip, ki prikazuje hermafrodita v naravni velikosti. Leta 1620 je italijanski umetnik Gian Lorenzo Bernini izklesal vzmetnico, na kateri zdaj leži kip. Oblika je delno pridobljena iz antičnih portretov Venere in drugih ženskih aktov, deloma pa iz sodobnih feminiziranih helenističnih portretov Dioniza/Bakha. Predstavlja predmet, ki se je v helenističnih časih in v starodavnem Rimu tolikokrat ponovil, da bi težko ocenili število preostalih različic. Odkrili so ga v Santa Maria della Vittoria v Rimu. Spečega hermafrodita je takoj zahteval kardinal Scipione Borghese in je postal del zbirke Borghese. Borghesejev hermafrodit je bil kasneje prodan okupatorskim Francozom in preseljen v Louvre, kjer je danes na ogled.
Speči hermafrodit je bil opisan kot dobra zgodnje rimska kopija bronastega izvirnika s poznejšem od dveh helenističnih kiparjev poimenovana Polikles (ki je deloval okoli 155 pr. n. št.) , prvotni bron je bil omenjen v Plinijevi Natural History.

## Izvirnik Borghesejeve kopije
V prvih desetletjih sedemnajstega stoletja so odkrili starodavno skulpturo, ki je bila odkrita na posesti Santa Maria della Vittoria, v bližini Dioklecijanovih kopališč in v mejah starodavnih Sallustovih vrtov. Odkrili so ga, ko so izvedli izkop za cerkvene temelje (leta 1608) ali ko so posadili špalir dreves.
Kip je bil predstavljen poznavalcu, kardinalu Scipione Borgheseju, ki je v zameno odobril storitve svojega arhitekta Giovannija Battista Soria in plačal za fasado cerkve, čeprav šele šestnajst let kasneje. V svoji novi Vila Borghese mu je bila posvečena soba, imenovana soba hermafrodita.
Leta 1620 je Gian Lorenzo Bernini, Scipionov varovanec, plačal šestdeset scudov za izdelavo gumbaste žimnice, na kateri leži Hermafrodit, tako realistično, da jo obiskovalci skušajo  preskusiti.
Skulptura je bila kupljena leta 1807 z mnogimi drugimi deli iz zbirke Borghese, od princa Camilla Borgheseja, ki se je poročil z Pauline Bonaparte in je bil premeščena v Louvre, kjer je leta 1863 navdihnila pesem Algernona Charlesa Swinburna Hermaphroditus.
- Muzej Louvre
- Spredaj
- Zadaj
- Detajl
- Od zgoraj

## Antične kopije
Kopija Spečega hermafrodita iz drugega stoletja je bila narejena leta 1781, nato je bil izvirnik položen v galerijo Borghese. Tretja rimska marmorna različica je bila odkrita leta 1880, med gradbenimi deli, ko naj bi Rim postal prestolnica novo združene  Italije. Zdaj je na ogled v muzeju Palazzo Massimo Alle Terme, ki je del Narodnega muzeja v Rimu.
- Kopija v Narodnem muzeju v Rimu
- Zadaj
- Spredaj
- Detajl

Dodatne kopije so na voljo v galeriji Uffizi v Firencah, Vatikanskih muzejih v Vatikanu in muzeju Ermitaž v Sankt Peterburgu.

## Sodobne kopije
Številni izvodi so bili izdelani od renesanse dalje, v različnih medijih in velikostih. Kopije v naravni velikosti so bile izdelane za Filipa IV. Španskega, ki jih je naročil Velázquez in so zdaj v muzeju Prado in za Versailles (kiparja Martina Carlierija, v marmorju). Sestava je očitno vplivala na Velázquezovo sliko Venera z ogledalom, zdaj v Londonu.  Manjša bronasta kopija, ki jo je izdelal in podpisal Giovanni Francesco Susini, je zdaj v muzeju Metropolitan. Druga manjša kopija, ki jo je izdelal François Duquesnoy v slonovini, je v Rimu kupil John Evelyn v 1640-ih. Ameriški umetnik Barry X Ball je izdelal po vzoru iz Louvra kopijo iz belgijskega črnega marmorja na podlagi iz carrarskega marmorja v naravni velikosti, ki je bila končana leta 2010.  Ta skulptura je bila na voljo na prodaj v Christies NY, 10. maja 2016, ocenjena na 500.000–800.000 $.